# Rallye

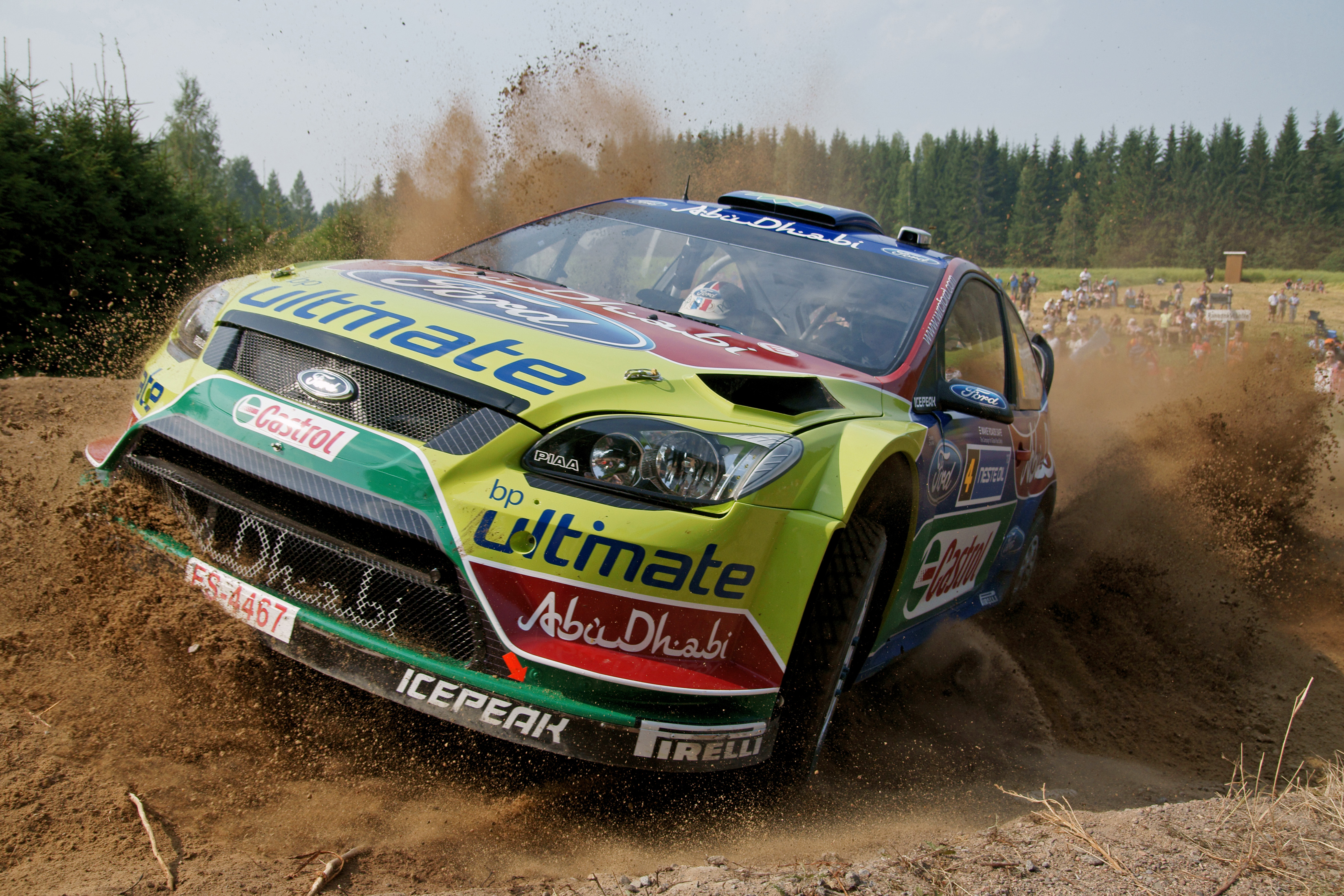
Jari-Matti Latvala (Ford Focus RS WRC 09) bei der Rallye Finnland 2010

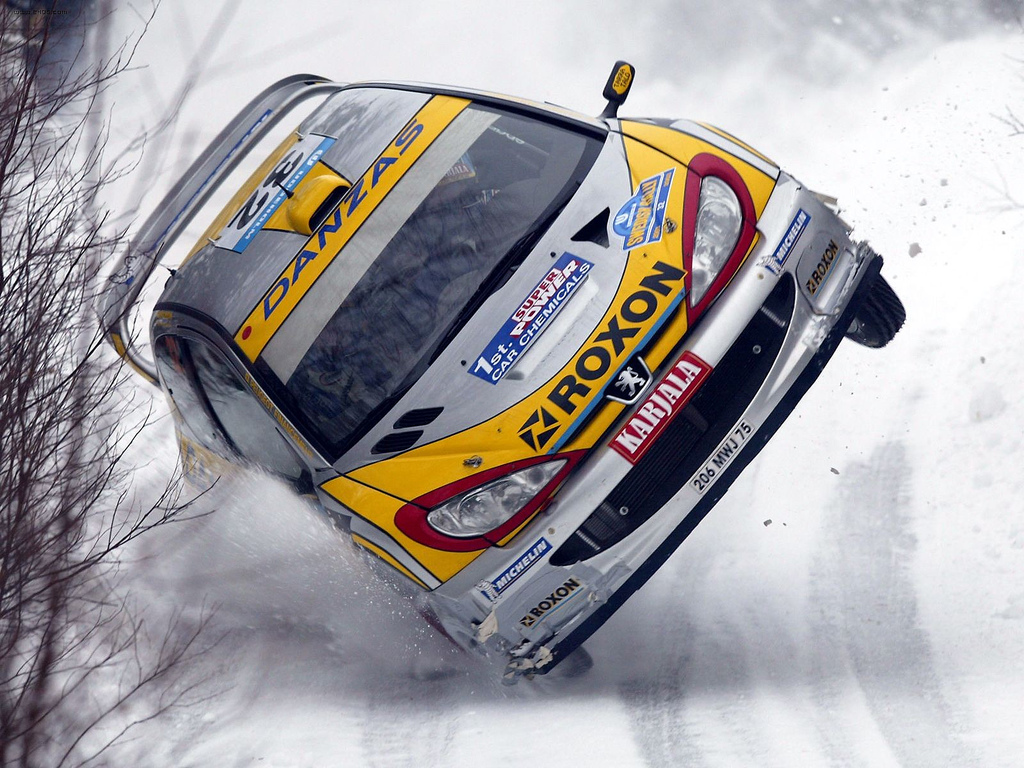
Ein Peugeot 206 WRC bei der Rallye Schweden 2003 auf Schnee

Die Rallye [ˈrali oder ˈrɛli] (französisch rallye, englisch rally) ist ein Wettbewerb im Motorsport, der teilweise über mehrere Tage (Etappen) verteilt mit Einzelzeitmessung auf normal asphaltierten Straßen oder auf geschotterten Feld- und Waldwegen ausgetragen wird. Über Verbindungsetappen (liaison) im öffentlichen Straßenverkehr fahren Teilnehmer mit straßenzugelassenen Autos zum Startpunkt einer Wertungsprüfung (special) und müssen dort pünktlich erscheinen (ggf. Strafpunkte) um nicht an abgelegenen Orten unnötige Staus zu verursachen. Meistens im Minutenabstand einzeln gestartet fahren die Teilnehmer auf der abgesperrten Wertungsprüfungsstrecke „gegen die Uhr“. Ein Überholvorgang kommt fast nie vor zumal die vermeintlich Schnellsten zuerst gestartet werden, sofern nicht Abräumen von Schotter oder Schnee den Wettbewerb verzerren würde und man dafür Vorausfahrzeuge einsetzt. Wertungsprüfungen können meist vorher besichtigt werden, wobei der Beifahrer mit Notizen zum Streckenverlauf ein „Gebetbuch“ erstellt das während der Prüfung vorgelesen wird.
Die Wertung beruht auf der Summe der Fahrzeiten bei den Wertungsprüfungen sowie etwaigen Strafzeiten für Regelverstöße. Die bekanntesten Rallys sind "die Monte" (Rallye Monte Carlo, seit 1911) und "die Dakar" (Rallye Dakar, früher Rallye Paris–Dakar, seit 1979) die jedoch zuletzt 2007 Dakar anfuhr und inzwischen in anderen Kontinenten ausgetragen wird. Bei dieser Wüstenrallye fahren auch Motorräder und LKW in Wertungen mit, und das Roadbook wird vom Veranstalter gestellt. 
Eine globale Serie von derzeit 14 Rallyes ist mit ihren vielfältigen Wertungsprüfungen in der FIA Rallye-Weltmeisterschaft zusammengefasst.

## Begriffsgeschichte
Rallye ist ein aus dem Englischen und Französischen stammendes Wort. Das seit etwa 1600 belegte englische Verb rally („zusammenbringen“, „sammeln“ oder „sich versammeln“) geht zurück auf Französisch rallier („sammeln“, wörtlich re + allier = „wiedervereinigen“). Um 1650 kam das englische Substantiv rally auf, zunächst im Sinne von „Sammeln der militärischen Kräfte nach einem Rückschlag“. Daraus entwickelte sich für das Substantiv rally die allgemeine Bedeutung „Zusammenkunft“. Die Bedeutung „Großveranstaltung, bei der die Massen aufgepeitscht werden“ ist erstmals 1840 im amerikanischen Englisch belegt. Die Nürnberger Reichsparteitage werden im Englischen als Nuremberg Rallies bezeichnet.
Die spezielle Bedeutung „organisiertes Treffen von begeisterten Automobilisten“ entwickelte sich zunächst im Französischen mit der Schreibweise rallye, das von englisch rally abstammt. Diese neuere Bedeutung ist seit 1932 auch für das englische Wort belegt. Im Deutschen wurde die französische Schreibweise übernommen, im Zusammenhang mit international gebräuchlichen Namen taucht jedoch auch die englische Schreibweise auf, zum Beispiel bei World Rally Championship.
Mit Bezug zum Rallyesport gelangte das Wort auch in viele weitere Sprachen: zum Beispiel dänisch, schwedisch, niederländisch und italienisch rally, finnisch und türkisch ralli, ungarisch rali, rumänisch raliu. In einigen Sprachen gibt es konkurrierende Schreibweisen, zum Beispiel im Spanischen rally und rallye, daneben in jüngerer Zeit auch rali.
Der Duden gab zu Rallye bis zur 21. Auflage (1996) noch an, die Bedeutung sei „Autosternfahrt“. Diese längst überholte Angabe geht auf die historische Rallye Monte Carlo zurück, die 1911 als Treffen von Automobilisten aus verschiedenen Ländern ins Leben gerufen wurde. Die Teilnehmer starteten in ihrem Heimatland, zum Beispiel in Deutschland in Bad Homburg vor der Höhe, in einer wie Monte Carlo durch sein Spielkasino bekannten Stadt. Die gemeinsamen Fahrtests begannen in Frankreich schon, bevor Monte Carlo erreicht war. Dabei entwickelte sich der Charakter von einer touristischen Orientierungsfahrt über eine Zuverlässigkeitsprüfung der Fahrzeuge bis hin zum heute üblichen Wettbewerb mit dem Ziel, möglichst kurze Fahrtzeiten auf den Wertungsprüfungen zu erreichen. Mit der 22. Auflage (2000) aktualisierte der Duden seinen Eintrag in „Autorennen [in einer od. mehreren Etappen] mit Sonderprüfungen.“

## Rallye-Gliederung und Rolle des Beifahrers

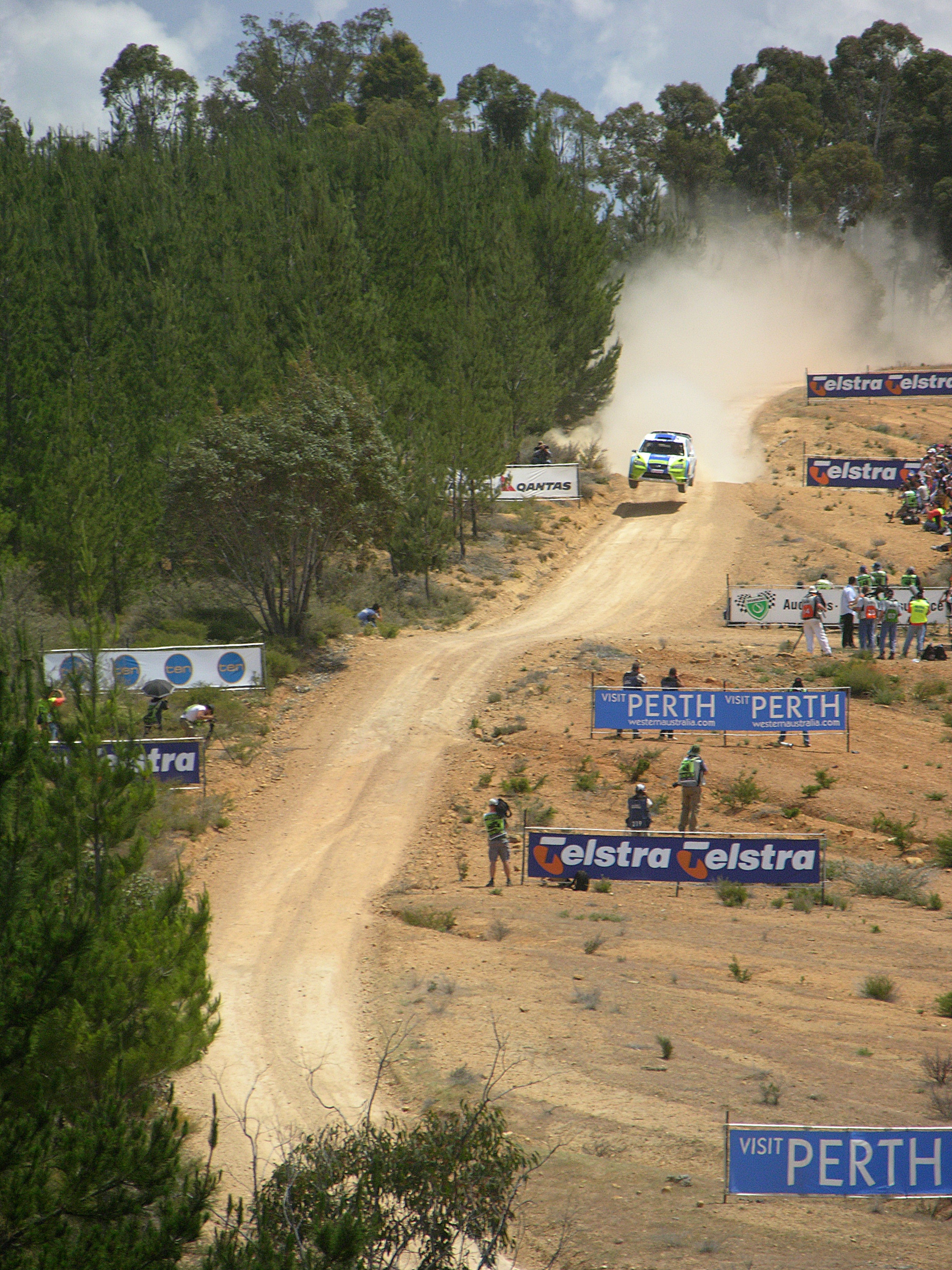
Marcus Grönholm bei der Rallye Australien 2006 auf Schotter

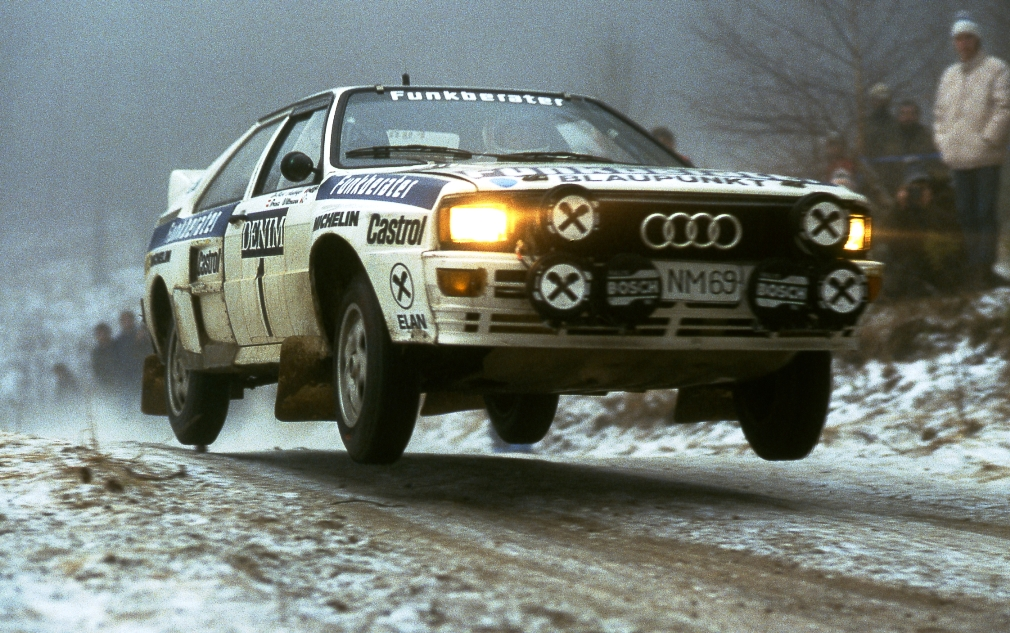
Wittmann/Nestinger im Audi quattro (Jänner-Rallye 1984)

Eine Rallye gliedert sich in Verbindungsetappen im öffentlichen Straßenverkehr, bei denen sich alle Teilnehmer strikt an die gültigen Verkehrsregeln halten müssen (Kontrolle z. B. über vorgegebene Sollzeiten und auch von der Polizei), sowie den Wertungsprüfungen. Auf diesen eigens abgesperrten Straßen und Wegen (asphaltiert oder auf anderem Streckenbelag, in der Regel Schotter, im Winter auch auf Schnee und Eis) ist jedes Fahrzeug einzeln gegen die Uhr unterwegs. In eher seltenen Fällen kann der vorausfahrende Konkurrent eingeholt werden, jedoch liegt dies meist an einem Defekt seines Autos oder an einem von ihm begangenen Fahrfehler. Normalerweise starten die Schnellsten zuerst, wobei nach Fahrzeugklassen geordnet wird, damit die Teilnehmer jeder Klasse möglichst die gleichen Bedingungen vorfinden.
Strikte Zeitvorgaben bestimmen außerdem den Ablauf einer Rallye. Diese sind auf die Minute genau einzuhalten. Es gibt Zeitstrafen für zu spätes oder zu frühes Eintreffen an Zeitkontrollen (ZK), vor dem Start von Wertungsprüfungen sowie an der Einfahrt und Ausfahrt von Serviceparks.
Manche Rallyes enthalten über die eigentlichen Wertungsprüfungen hinaus eine zusätzliche Super Special Stage. Hier treten je zwei Fahrer gegeneinander an, die Fahrzeuge befinden sich aber nicht auf der gleichen Strecke, sondern auf zwei parallel verlaufenden Kursen. Die Kurse sind in der Regel vergleichsweise kurz. Diese Prüfungen erstrecken sich meist über einen Tag oder ein ganzes Wochenende, weil alle Fahrer der Veranstaltung starten müssen.

### Copilot
Charakteristisch für eine Rallye ist der Copilot (Beifahrer), international auch Navigator genannt, der auf den Wertungsprüfungen mit einem zuvor bei Besichtigungsfahrten vom Fahrer diktierten und vom Copiloten festgehaltenen Aufschrieb (das „Gebetbuch“) dem Fahrer Entfernungsangaben und Kurvenradien sowie Sprungkuppen, Belagwechsel und sonstige Besonderheiten der Fahrbahn ansagt (also „vorbetet“). Dies ist ein wichtiger Beitrag zum Erfolg eines jeden Teams und erfordert eine hohe geistige und körperliche Leistungsfähigkeit vom Copiloten. Darüber hinaus kümmert sich der Beifahrer um das exakte Einhalten der vorgegebenen Abschnittszeiten und er lässt am Beginn und Ende eines Abschnitts an den Zeitkontrollen die Bordkarte (= Kontrollkarte der Rallye-Organisatoren) abstempeln. Offiziell besteht die Fahrzeugbesatzung bei einer Rallye aus dem 1. Fahrer und dem 2. Fahrer und es ist dem Beifahrer gestattet, das Auto auch selbst unter Wettbewerbsbedingungen zu steuern. Dies kann beispielsweise nötig sein, wenn sich der Fahrer während des Wettbewerbs verletzt, oder wenn ihm wegen einer Geschwindigkeitsübertretung auf den Verbindungsetappen der Führerschein entzogen wird.

### Service-Zeiten
Bei Rallyes sind üblicherweise Service-Zeiten (z. B. je 20 Minuten) vorgesehen, innerhalb derer die Teilnehmer ihre Fahrzeuge zweimal (manchmal dreimal) in festgelegte Serviceparks fahren müssen. Dort können dann Reparaturen von Mechanikern vorgenommen werden. Am Tagesende beträgt diese Servicezeit z. B. 45 Minuten, bevor die Fahrzeuge in einem bewachten Bereich, dem Parc Fermé, über Nacht verschlossen werden. Außerhalb eines Serviceparks dürfen lediglich Fahrer und Beifahrer Reparaturen durchführen, und dazu dürfen sie nur an Bord mitgeführte Ersatzteile und Werkzeuge verwenden.

## Rallye 200
Als Breitensportveranstaltung für Amateure gibt es in Deutschland eine Vielzahl so genannter Rallye 200, bei denen eine Gesamtdistanz von maximal 200 km zurückgelegt wird. Maximal 35 km dieser Strecke bestehen aus den Wertungsprüfungen (WPs), wobei es sich um abgesperrte Straßen (meist Feldwege, teilweise Industriegebiete bzw. Truppenübungsplätze, manchmal aber auch ganz normale Straßen und sogar Ortsdurchfahrten) handelt, die in möglichst kurzer Zeit abgefahren werden müssen. Bei den restlichen bis zu 165 km handelt es sich um Verbindungsetappen vom Ende einer WP zum Start der nächsten WP. Bei diesen Verbindungsetappen handelt es sich um öffentliche (also nicht gesperrte) Straßen, auf denen unter Einhaltung der Straßenverkehrsordnung gefahren werden muss. Zusätzlich wird den Teams vom Veranstalter vorgegeben, wie lange sie für die jeweilige Verbindungsetappe zu brauchen haben, wobei insbesondere eine Unterschreitung dieser Vorgabe zu deutlichen Zeitstrafen führt.

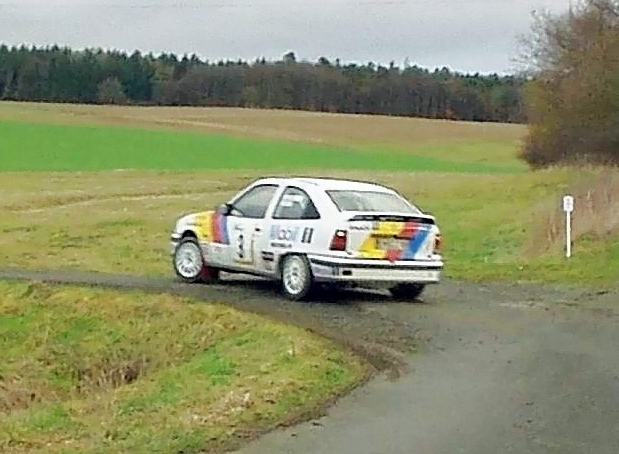
Ein Opel Kadett bei der Taunus-Rallye 2003, eine der vielen Rallye-200-Veranstaltungen

Die erforderlichen Genehmigungen für WPs sind in der Regel nur schwer zu erhalten, weil dabei unter anderem Naturschutzbelange und Bedenken von Anwohnern zu berücksichtigen sind.
Außerdem gibt das Rallye-200-Reglement die maximale Länge einer WP vor und verlangt zudem, dass dieselbe WP nur höchstens dreimal gefahren werden darf. Durch diese Rahmenbedingungen hat es sich sehr verbreitet, dass Rallye-200-Veranstaltungen mit drei unterschiedlichen WP-Strecken auskommen, die jeweils zweimal gefahren werden. Allerdings gibt es auch Rallye-200-Veranstaltungen, die sechs oder sogar sieben unterschiedliche WP-Strecken bieten (z. B. die ADAC-Grabfeldrallye).
An einer Rallye 200 kann jeder teilnehmen, der im Besitz einer Fahrer-Lizenz ist, wobei in der Regel auch eine Veranstaltungslizenz (auch Tageslizenz genannt) erworben werden kann (diese gilt nur für eine Veranstaltung). Allerdings kann nicht mit einem normalen Auto teilgenommen werden, da dieses zumindest mit einem Überrollkäfig und einem Handfeuerlöscher ausgestattet sein müsste. Abgesehen davon müssen auch weitere technische Vorschriften eingehalten werden, die z. B. die Art der erlaubten Umbauten vorschreiben und nicht zuletzt die maximale Motorleistung, wie bei allen anderen Rallyes, auf 300 PS limitieren. Die Einhaltung dieser Vorschriften wird vor dem Start der Veranstaltung von so genannten Technischen Kommissaren überprüft. Da eine Rallye 200 auch auf öffentlichen Straßen stattfindet, muss der Fahrer zudem im Besitz einer (gültigen) Fahrerlaubnis sein, und das Fahrzeug muss der Straßenverkehrsordnung entsprechen (insbesondere müssen also alle Umbauten in den Fahrzeugpapieren eingetragen sein).
Allerdings besteht mit einem „normalen“ serienmäßigen Fahrzeug kaum die Möglichkeit, sehr erfolgreich zu sein, da gegen speziell für Rallyes umgebaute Autos angetreten werden muss. Dank einer Unterteilung in verschiedene Gruppen (z. B. für Serienfahrzeuge oder für verbesserte Autos), die wiederum nach Hubraum bzw. Leistungsgewicht in unterschiedliche Klassen unterteilt sind, ist dennoch sichergestellt, dass eigentlich jeder Teilnehmer einer Rallye 200 um den Sieg fährt – und sei es „nur“ um den Klassensieg.

## Oldtimer- und Youngtimer-Rallyes

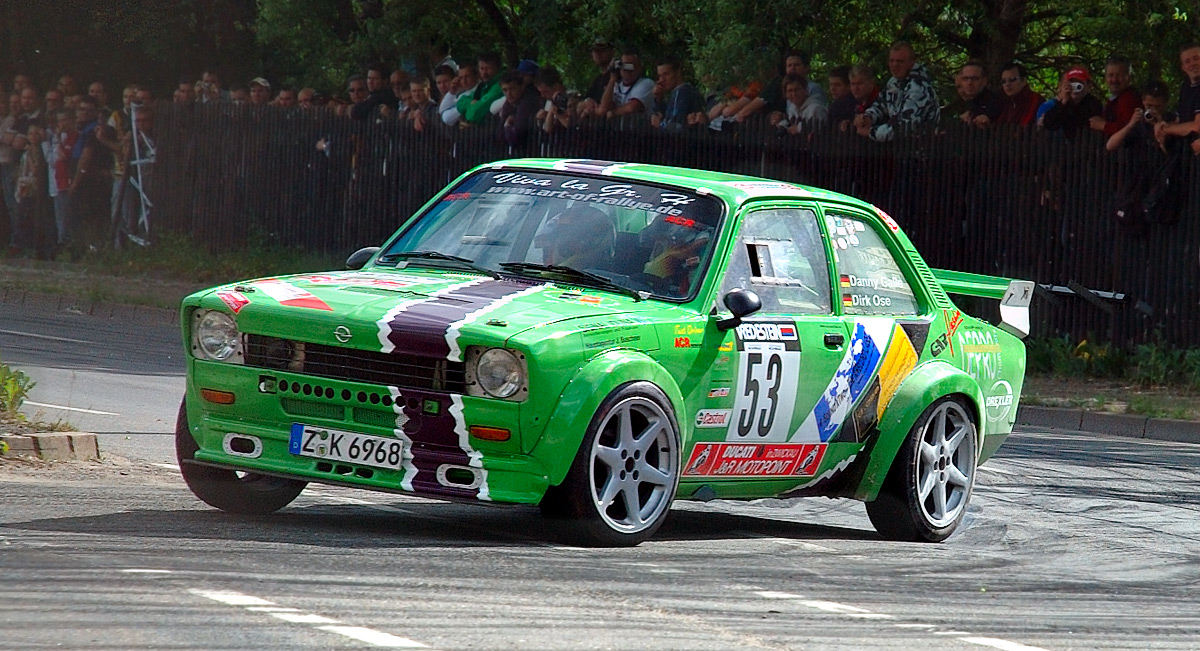
Ein Rallye-Youngtimer vom Typ Opel Kadett C (2005)

Bei manchen Rallyes werden auch Fahrzeuge bewegt, die schon seit vielen Jahren nicht mehr gebaut werden. Man unterscheidet allgemein zwischen Oldtimern, die älter als 30 Jahre alt sind, und den so genannten Youngtimern, die jüngere Baujahre ab einem Alter von 20 Jahren einschließen. Es gibt Rallyes, in denen die Youngtimer ganz unter sich bleiben, etwa die zur Youngtimer-Meisterschaft zählende Rallye Köln-Ahrweiler.
Der sportliche Anspruch der Wettbewerbe für Oldtimer-Fahrzeuge variiert sehr stark. Bei der Mehrzahl der Veranstaltungen beschränkt sich der sportliche Aspekt einzig auf die Vergabe von Pokalen an die Punktbesten einer besonderen Wertung (abwertender Begriff: „Kaffeefahrt“). Es gibt jedoch auch Oldtimer-Rallyes, die für Fahrer und Beifahrer Schwierigkeiten bereithalten (z. B. Orientierungsaufgaben oder Gleichmäßigkeitsprüfungen mit versteckten Zeitkontrollen) und bei denen nur schnelle Fahrer mit sachverständigen Beifahrern gute Platzierungen erreichen können. Solche Veranstaltungen finden aber häufiger in Großbritannien, Belgien oder Frankreich als in Deutschland statt.

## Rallye-Ableger

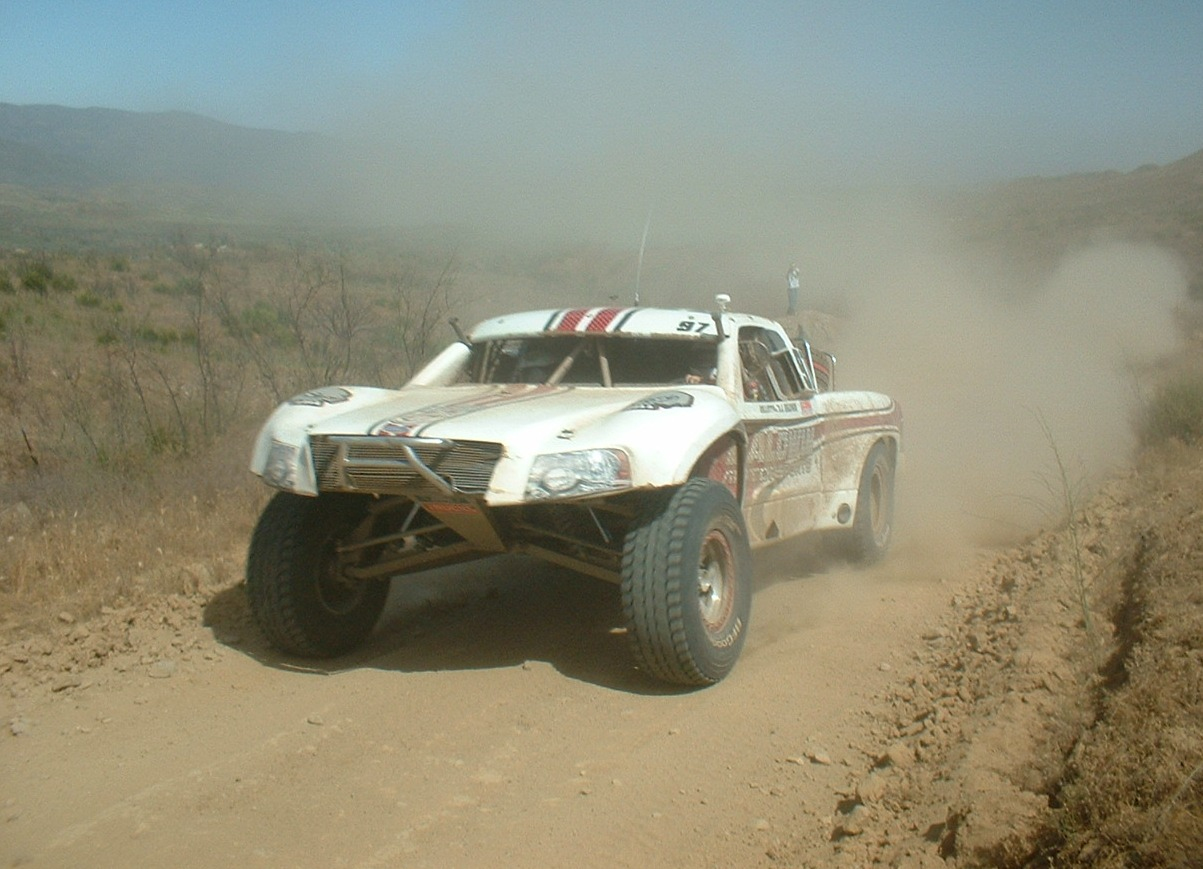
Ein Trophy Truck bei der Baja 1000

### Rallye Raid
Keine Rallye im heutigen Sinne ist das Wüsten-Langstreckenrennen Africa Eco Race oder die Rallye Dakar, auch nicht die ähnlich gearteten Wettbewerbe wie etwa die Baja-Rennen in Mexiko und Kalifornien (USA). Bei diesen Wüstenfahrten in Nordafrika oder im nahen Osten handelt es sich vielmehr um sogenannte Rallye Raids, bei denen im Gegensatz zu einer normalen Rallye nicht auf kurzzeitig abgesperrten Straßen und Feldwegen, sondern überwiegend im freien Gelände (bzw. off road oder cross country) gefahren wird. Zudem fahren bei einem Rallye Raid verschiedenartige Fahrzeuge in getrennter Wertung mit – zumeist Geländewagen oder Buggys, außerdem Motorräder, Lkw bzw. Trucks und Quads.

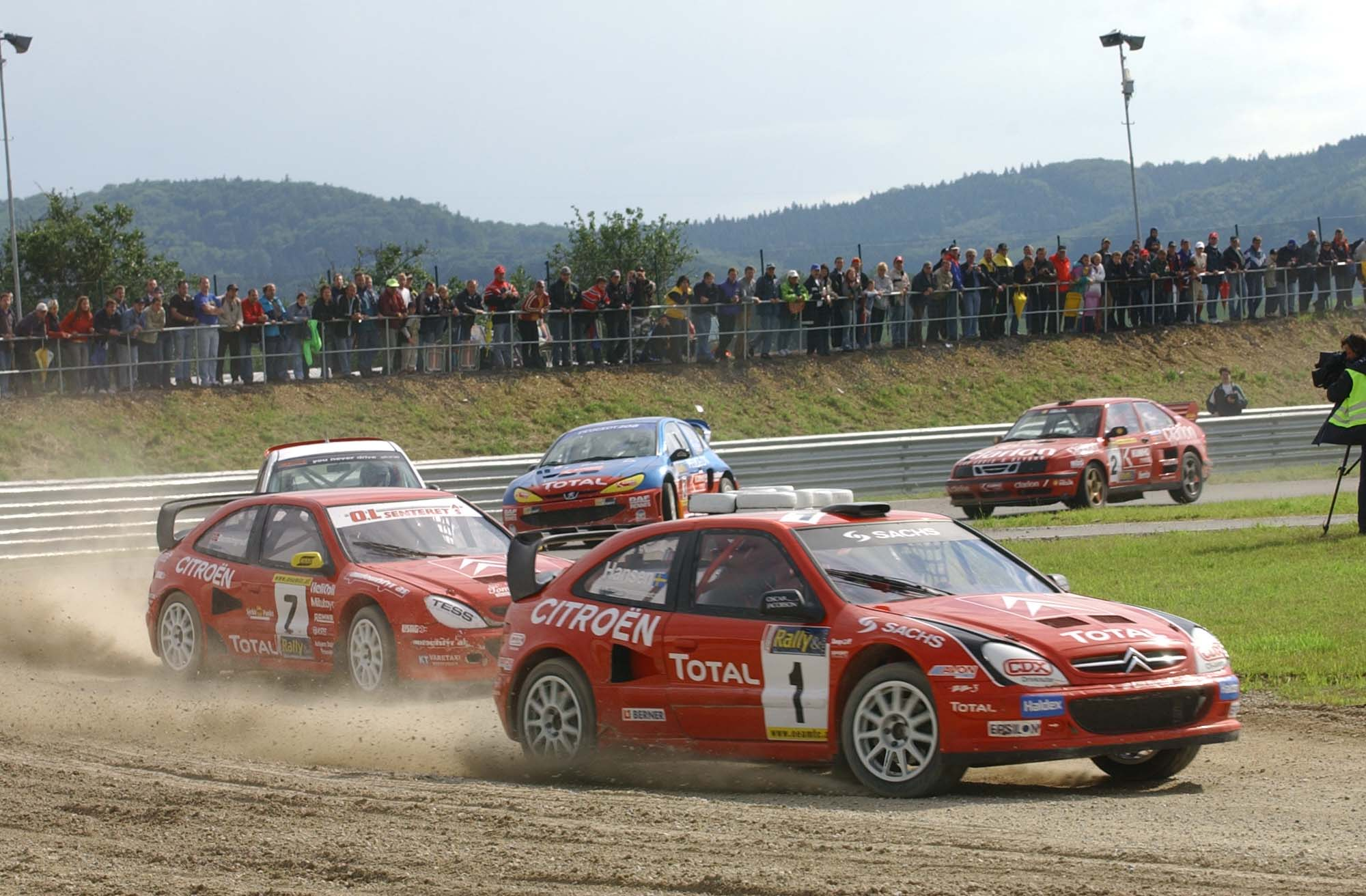
Rallycross wird auf Rennstrecken mit wechselndem Belag gefahren

### Rallycross
Der Rallyesport ist auch die Wurzel des Rallycross. Am 4. Februar 1967 ließ man auf der speziell dafür präparierten Rennstrecke Lydden Circuit (zwischen Dover und Canterbury in Kent, England) eingeladene Rallyefahrer erstmals in Vierergruppen bei kurzen Sprintrennen für eine TV-Produktion der ITV im direkten Vergleich gegeneinander antreten (Sieger wurde der spätere Formel-1-Pilot und Monte-Gewinner Vic Elford). Dadurch hoben die Veranstalter einen gänzlich neuen Autosport namens Rallycross aus der Taufe, in dem aber schon bald darauf die Rallye-Werkspiloten von nun schnell heranwachsenden echten Rallycross-Spezialisten abgelöst wurden. Der erfolgreichste Ex-Rallycrosser der Rallye-Szene ist der Rallye-Weltmeister des Jahres 2003, der Norweger Petter Solberg. „Hollywood“ war in den frühen 1990ern in der Nationalen Norwegischen Rallycross-Meisterschaft für einige Jahre fast unschlagbar, bis er 1997 zum Rallyesport wechselte. Inzwischen kehrte er wieder in seine Ursprungsdisziplin zurück und sicherte sich dort die Rallycross-WM-Titel der Jahre 2014 und 2015.

### Rallyesprint
Die Geburtsstunde aller Rallyesprints war laut heutigen Erkenntnissen die sogenannte Mini Monte von Brands Hatch (Kent) in Südengland. Im Februar 1963 ließ Raymond Baxter, der für das Sports Department der BBC tätig war, auf den Parkplätzen der südlich von London gelegenen Rennstrecke eine Serie von Mini Rally Stages (dt. Mini-Wertungsprüfungen) abstecken. Ein einzelnes Auto kämpfte damals an einem recht nebligen Tag zur Gaudi hunderttausender Fernsehzuschauer sowohl gegen das von Schneematsch und Schlamm arg deformierte Gelände als auch gegen die Stoppuhr der Zeitnehmer. Am Ende ging der Sieg an den Finnen Timo Mäkinen, der sein Rallye-Werksauto, einen Austin Healey 3000, als Schnellster über die rutschigen Pisten bewegt hatte. Erst einige Jahre später wurden derartig komprimierte Rallyes unter dem Namen Rallyesprint zu einer ganz neuen Autosport-Disziplin.
Die Briten organisierten Rallyesprints auch weiterhin gern zur Unterhaltung des TV-Publikums, z. B. in den 1970ern und 1980ern auf der Rennstrecke Donington Park Circuit. Hier traten einige Rallye-WM-Fahrer und Formel-1-Piloten mit gleichwertigen Fahrzeugen gegeneinander an und mussten sich sowohl auf der Asphaltbahn als auch auf Schotterpisten im Donington Park bewähren, wobei sich besonders der britische Rallyefahrer Tony Pond mit gleich mehreren Gesamtsiegen in Szene setzte.
In anderen Ländern hingegen entwickelten sich diese Rallyesprints zu einer völlig eigenständigen Rennsportart. Häufig wird dabei nur eine einzige Rallye-Wertungsprüfung gleich mehrfach absolviert und beim zweiten Durchgang gegebenenfalls in der entgegengesetzten Richtung befahren. Zumeist werden die gefahrenen Zeiten danach addiert, um so den Gesamtsieger zu ermitteln.

### Formula Rallye und Formula Rallye Germany
Im Rahmen der Motor Show von Bologna in Italien veranstalteten die Organisatoren im Dezember 1985 das erste Show-Rennen von Rallyefahrern unter dem Begriff Formula Rallye. Zum Gedenken an den einige Monate zuvor tödlich verunglückten Rallye-Piloten Attilio Bettega wurde es in dessen Heimatland als Memorial Bettega zu einem bis heute anhaltenden Erfolg. In einer von rund 50.000 Zuschauern besetzten Arena hatte man einen „Mickymaus-Kurs“ angelegt, auf dem jeweils zwei Akteure (von verschiedenen Startplätzen aus ins Rennen gehend) durch ein Knock-out-System über Vorrunden, Viertel- und Halbfinale im Finale um den Gesamtsieg stritten. Der amtierende Weltmeister Timo Salonen aus Finnland bewies seine Dominanz und die seines Peugeot 205 T16 E2 und schnappte seinem Landsmann Markku Alén im Lancia Delta S4 (und somit auch dem italienischen Hausherrn Lancia) damals den ersten Sieg vor der Nase weg.
Als Formula Rallye Germany kam dieser Rallye-Sprössling im September 1987 auch nach Deutschland und konnte sich für einige Jahre auf dem Gründautalring von Gründau-Lieblos in der Nähe von Frankfurt am Main etablieren.

### Race of Champions
Als eine Mischung oder Kreuzung der drei Rallye-Ableger Rallycross, Rallyesprint und Formula Rallye kann man auch das von der früheren Rallye-Werksfahrerin Michèle Mouton aus Frankreich und ihrem schwedischen Lebensabschnittsgefährten Fredrik Johnsson im Jahre 1988 ins Leben gerufene lukrative Stadion- und Medien-Spektakel namens Race of Champions betrachten.

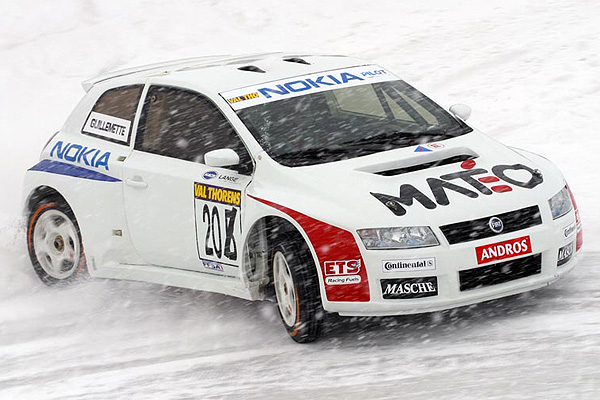
Ein Fiat Stilo 4×4 bei einem Rennen der Trophée Andros 2005–2006

### Eisrennen
Nicht zuletzt haben auch zumindest die in Frankreich überaus populären Eisrennen der sogenannten Trophée Andros ihre Wurzeln im Rallyesport. Bereits in den 1970ern wurden in den französischen Seealpen in den Wintersportzentren Chamonix (24h sur Glace de Chamonix) und Serre Chevalier Pkw-Eisrennen mit damals noch relativ zahmen Rallyeautos bestritten. Später entwickelten die Teilnehmer dafür weitaus effizientere Fahrzeuge; für die Andros-Trophäe fast ausschließlich sehr potente Prototypen mit Allradantrieb und einer Synchron-Lenkung der Vorder- und Hinterräder.